# Lou Rawls
Lou Rawls (Chicago, 1933. december 1. vagy 1935. december 1. – Los Angeles, 2006. január 6.) háromszoros Grammy-díjas amerikai dzsesszénekes, filmszínész.

## Pályakép
A baptista egyház tagjaként kezdett zenélni. Az 1950-es években Los Angelesbe költözött és ott rögzítették első lemezét.
Ejtőernyősként szolgált a hadseregben. Majdnem meghalt egy súlyos közlekedési balesetben. Olyan súlyosan megsérült, hogy már halottnak  nyilvánították a kórházba vezető úton. Kómából öt nap után memóriavesztéssel ébredt fel. Egy évbe telt, míg talpra állt. Három évvel később őrmesterként szerelt le.
Az 1970-es években számos olyan darab került ki a kezéből, amelyek klasszikusakká váltak. Sinatra azt mondta róla, hogy ők mindketten olyan énekesek, akik elérik az emberek szívét és lelkét: „ez a hang édes, mint cukor, olyan lágy, mint bársony, olyan erős, mint acél, olyan sima, mint vaj”.
Rawls gospelt, bluest, dzsesszt, soult, R&B-t valóban egyformán könnyedén, szabadon énekelt. Négy oktávnyi hangterjedelme volt, amit mintegy hatvan album őriz. Arcát, külsejét ismert, népszerű filmek,  filmsorozatok idézik fel.

## Lemezek
- Stormy Monday (with Les McCann, 1962)
- Black and Blue (Capitol, 1963)
- Tobacco Road (Capitol, 1963)
- Nobody But Lou (Capitol, 1965)
- Lou Rawls and Strings (Capitol, 1965)
- Carryin' On! (Capitol, 1966)
- Live! (Capitol, 1966)
- Soulin' (Capitol, 1966)
- Carryin' On! (Capitol, 1966)
- That's Lou (Capitol, 1967)
- Too Much! (Capitol, 1967)
- Merry Christmas Ho! Ho! Ho! (Capitol, 1967)
- Feelin' Good (Capitol, 1968)
- Central Park Music Festival with Ramsey Lewis, Maxine Brown (Music Images, 1968)
- Come On in, Mister Blues (Pickwick, 1968)
- You're Good for Me (Capitol, 1968)
- The Way It Was the Way It Is (Capitol, 1969)
- Your Good Thing (Capitol, 1969)
- Bring It On Home...and Other Sam Cooke Hits (Capitol, 1970)
- You've Made Me So Very Happy (Capitol, 1970)
- Natural Man (MGM, 1971)
- A Man of Value (MGM, 1972)
- Silk & Soul (MGM, 1972)
- The Soul of Nigger Charley with Don Costa (MGM, 1973)
- Live at the Century Plaza (MGM, 1973)
- She's Gone (Bell, 1974)
- Lou Rawls with Host Sam Riddle (Sounds Like the Navy, 1974)
- All Things in Time (Philadelphia International, 1976)
- Naturally (Polydor, 1976)
- Unmistakably Lou (Philadelphia International, 1977)
- When You Hear Lou, You've Heard It All (Philadelphia International, 1977)
- Live (Philadelphia International, 1978)
- Sit Down and Talk to Me (Philadelphia International, 1979)
- Let Me Be Good to You (Philadelphia International, 1979)
- Shades of Blue (Philadelphia International, 1980)
- Live On Stage (Philadelphia International, 1981)
- Here Comes Garfield (Epic, 1982)
- Now Is the Time (Epic, 1982)
- When the Night Comes (Epic, 1983)
- Close Company (Epic, 1984)
- Trying As Hard As I Can (Allegiance, 1984)
- Holiday Cheer with Lena Horne (Capitol, 1985)
- Love All Your Blues Away (Epic, 1986)
- Family Reunion (Gamble and Huff 1987)
- At Last (Blue Note, 1989)
- It's Supposed to Be Fun (Blue Note, 1990)
- Christmas Is the Time (Manhattan, 1993)
- Portrait of the Blues (Manhattan, 1993)
- Tonight: Lou Rawls Live (ABCD Music, 1993)
- In Concert (Skyline, 1995)
- Seasons 4 U (Rawls & Brokaw, 1998)
- Classic Soul (TKO Magnum Music, 1999)
- Swingin' Christmas (EMI-Capitol, 2000)
- I'm Blessed (Malaco 2001)
- Rawls Sings Sinatra (Savoy, 2003)
- Amen (Prism Platinum 2005)
- Live in Concert 1992/95 (ABC Entertainment 2006)
- Merry Christmas, Baby (Capitol, 2006)
- Christmas (Time Life 2006)

## Filmjeiből
- 2004: Uh Oh!
- 2004: Fatherhood (tévésorozat)
- 2002: A körzet (tévésorozat)
- 2002: Kódolt összeesküvés
- 2001: Betaville
- 2000: A Man Is Mostly Water
- 2000: Bel Air
- 2000: Everything's Jake
- 1999: Morella
- 1999: Michael Jordan: An American Hero (tévéfilm)
- 1996-1999: Hé, Arnold! (tévésorozat)
- 1997: Ne add fel!
- 1997: Rólad álmodtam
- 1995: Las Vegas, végállomás
- 1992: Baywatch (tévésorozat)
- 1976: Breki és a többiek
- 1969: Szezám utca (Sesame Street)

## Díjak
Grammy-díj:
- 1968: Dead End Street (Best Male R&B Vocal Performance)
- 1972: A Natural Man (Best Male R&B Vocal Performance)
- 1978: Unmistakably (Lou Best Male R&B Vocal Performance)

## További információ
- Hivatalos oldal
- Lou Rawls a PORT.hu-n (magyarul)
- Lou Rawls az Internetes Szinkronadatbázisban (magyarul)
- Lou Rawls az Internet Movie Database-ben (angolul)
- Lou Rawls a Rotten Tomatoeson (angolul)